# Iglesia de la Humanidad

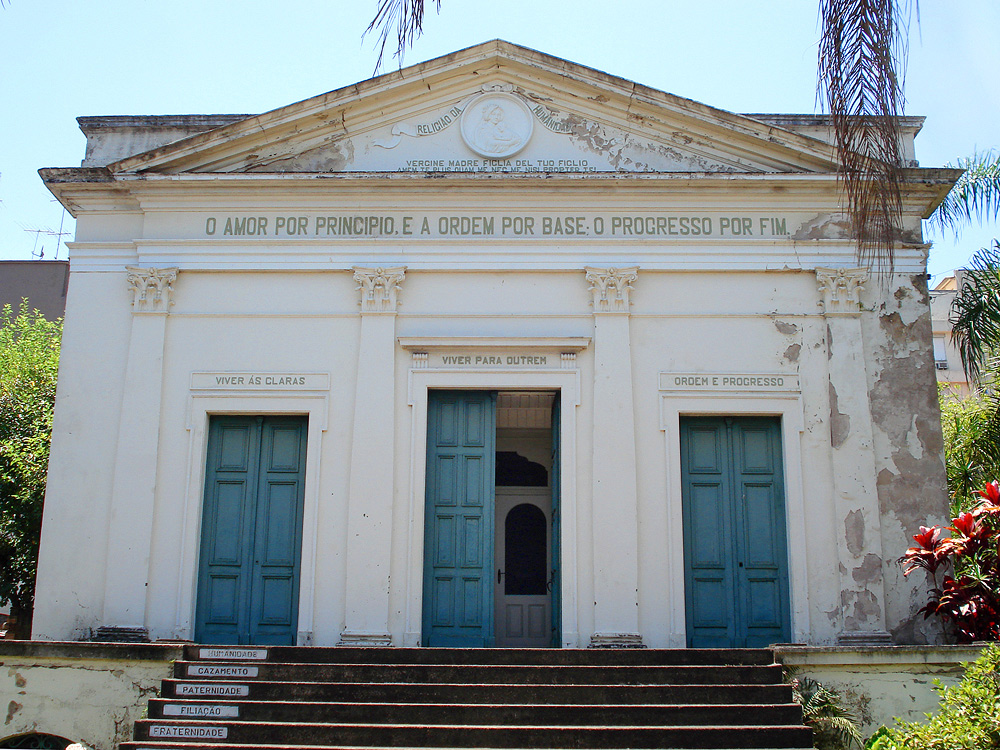
Templo positivista en Porto Alegre

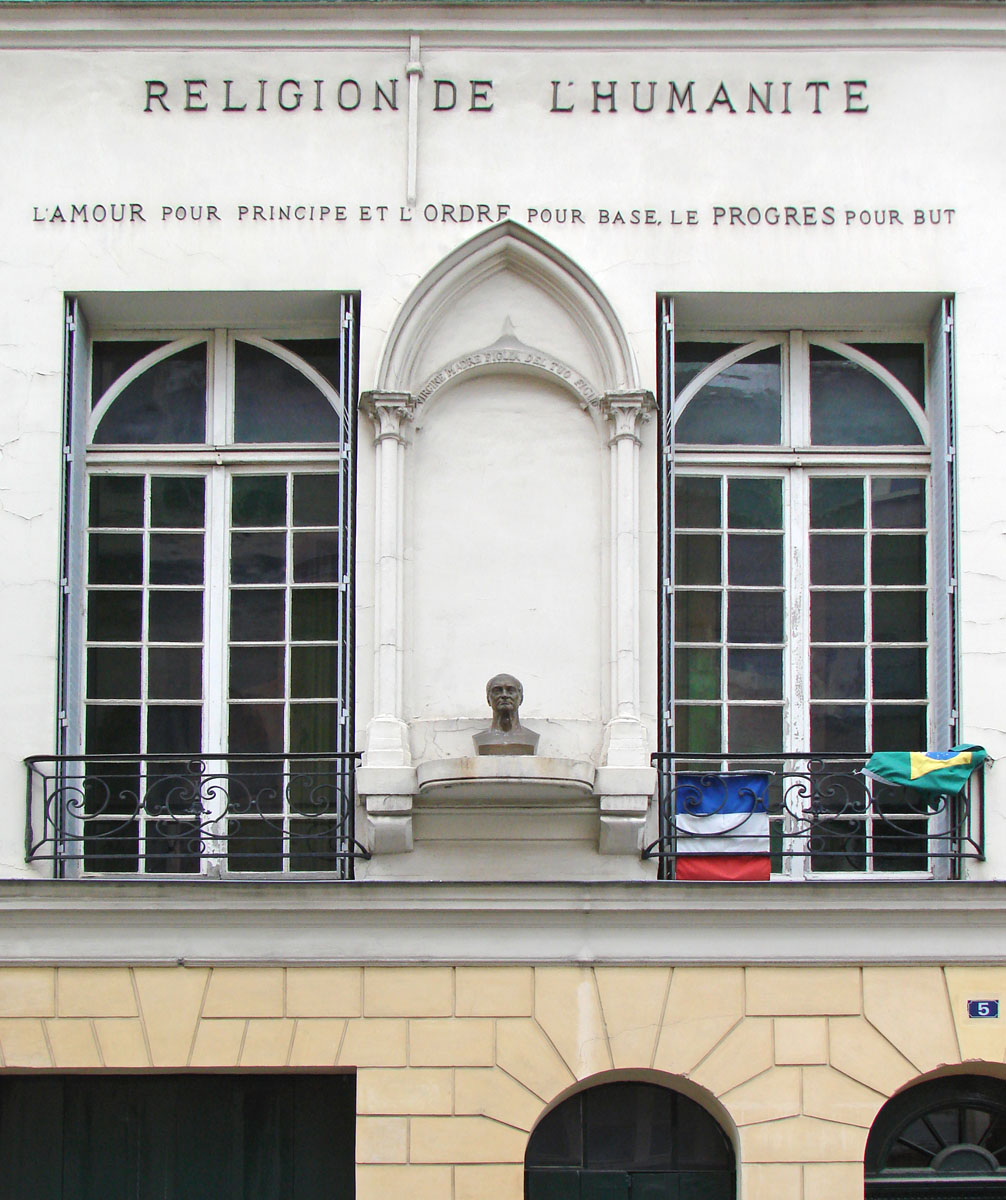
Capilla de la Humanidad en París

La Iglesia de la Humanidad fue una iglesia positivista en Inglaterra influenciada e inspirada por la Religión de la Humanidad de Auguste Comte en Francia. También tuvo una sucursal o variante en la ciudad de Nueva York, Brasil y otras localidades. Richard Congreve fundó la primera Iglesia de la Humanidad inglesa en 1859, apenas dos años después de la muerte de Comte. A pesar de ser relativamente pequeña, la iglesia tenía varios miembros y exmiembros notables. Por ejemplo, Ann Margaret Lindholm se crio en la "Iglesia de la Humanidad" antes de convertirse al catolicismo.
La versión de la ciudad de Nueva York tiene su origen en el inmigrante inglés Henry Edger. En 1854 decidió dedicarse a la "fe positiva", apenas dos años después que su mentor Congreve en Gran Bretaña. En 1869 se formó una organización estadounidense con David Goodman Croly como miembro destacado. Croly creía firmemente en el elemento religioso del comtismo, pero se mostró algo limitado a la hora de evangelizarlo. En la década de 1870, la organización positivista condujo a una versión estadounidense de la "Iglesia de la Humanidad". Esto se basó en gran medida en la iglesia inglesa. Al igual que la versión inglesa, no era atea y tenía sermones y ritos sacramentales. En ocasiones los servicios incluían lecturas de obras religiosas convencionales como el Libro de Isaías. No era tan importante como la iglesia de Inglaterra, pero incluía a varias personas educadas no relacionadas con Croly. Sin embargo, una de las personas más destacadas criadas y bautizadas en la "Iglesia de la Humanidad" de Nueva York fue el hijo de David Croly, Herbert Croly. La iglesia de la humanidad posiblemente tuvo su mayor impacto en Gran Bretaña.

## Templos de la humanidad
- Chapel Street Hall - Lamb's Conduit Street, Londres
- Chapelle de l’Humanité — 5 rue Payenne, Distrito Le Marais, París
- Templo da Humanidade — Rua Benjamin Constant 74, Río de Janeiro, Brasil
- Capela Positivista — Avenida João Pessoa 1058, Porto Alegre, Brasil
- Capela Positivista — Rua Riachuelo 90, Curitiba, Brasil
- Newton Hall – Fleur-de-lis Court, en Fetter Lane, Fleet Street, Londres
- Church of Humanity – Calle del Parlamento Superior, Liverpool
- Church of Humanity – Newcastle upon Tyne

## Lectura adicional
- Aldanov, Mark. 1944. "A Russian Commune in Kansas." Russian Review 4 (1):30–44.
- Bevir, Mark. 2002. "Sidney Webb: Utilitarianism, Positivism, and Social Democracy." The Journal of Modern History 74 (2):217–252.
- Billington, James H. 1960. "The Intelligentsia and the Religion of Humanity." The American Historical Review 65 (4):807–821.
- Bourdeau, Michel, Mary Pickering, and Warren Schmaus, eds. 2018. Love, Order and Progress. Pittsburgh: University of Pittsburgh Press.
- Bryson, Gladys. 1936. "Early English Positivists and the Religion of Humanity." American Sociological Review 1 (3):343–62.
- Claeys, Gregory. 2010. Imperial Sceptics. Cambridge: Cambridge University Press.
- Claeys, Gregory. 2018. "Professor Beesly, Positivism and the International: the Patriotism Issue." In "Arise Ye Wretched of the Earth": The First International in a Global Perspective, edited by Fabrice Bensimon, Quinton Deluermoz and Jeanne Moisand. Leiden: Brill.
- Feichtinger, Johannes, Franz L. Fillafer, and Jan Surman, eds. 2018. The Worlds of Positivism. London: Palgrave Macmillan.
- Forbes, Geraldine. 2018. "Striking a Chord: The Reception of Comte’s Positivism in Colonial India." In The Worlds of Positivism, edited by Johannes Feichtinger, Franz L. Fillafer and Jan Surman, 31–52. London: Palgrave Macmillan.
- Gilson, Gregory D., and Irving W. Levinson, eds. 2013. Latin American Positivism. Lanham: Lexington.
- Harp, Gillis J. 1991. "The Church of Humanity." Church History 60 (4):508–523.
- Harp, Gillis J. 1995. Positivist Republic. University Park: Pennsylvania State University Press.
- Harrison, Frederic. 1911. Autobiographic Memoirs. 2 vols. Vol. II. London: Macmillan.
- Harrison, Frederic. 1911. Autobiographic Memoirs. 2 vols. Vol. I. London: Macmillan.
- Harrison, Frederic. 1912. Among My Books. Centenaries, Reviews, Memoirs. London: Macmillan & Co.
- Lenzer, Gertrud, ed. 2009. The Essential Writings of Auguste Comte and Positivism. London: Transaction.
- McGee, John Edwin. 1931. A Crusade for Humanity: the History of Organized Positivism in England. London: Watts.
- Pickering, Mary. 1993. Auguste Comte. 3 vols. Vol. I. Cambridge: Cambridge University Press.
- Pickering, Mary. 2017. "Auguste Comte and the Curious Case of English Women." In The Anthem Companion to Auguste Comte, edited by Andrew Wernick, 175–204.
- Quin, Malcolm. 1924. Memoirs of a Positivist. London: Allen, Unwin.
- Raeder, Linda C. 2002. John Stuart Mill and the Religion of Humanity. Columbia: University of Missouri Press.
- Simon, W.M. 1963. European Positivism in the Nineteenth Century. Ithaca: Cornell University Press.
- Sutton, Michael. 1982. Nationalism, Positivism and Catholicism. Cambridge: Cambridge University Press.
- Vogeler, Martha S. 1978. "Frederic Harrison and the Religion of Humanity." The Ethical Record 83 (10):3–6.
- Wernick, Andrew. 2001. Auguste Comte and the Religion of Humanity. Cambridge: Cambridge University Press.
- Whatmore, Richard. 2005. "Comte, Auguste (1798-1857)." In Encyclopaedia of Nineteenth-Century Thought, edited by Gregory Claeys, 123–8. London: Routledge.
- Wilson, Matthew. 2016. "The Utopian Moment." In Utopia(s) Worlds And Frontiers Of The Imaginary, edited by Maria do Rosário  Monteiro and Mário S. Ming  Kong, 77–82. CRC.
- Wilson, Matthew. 2018. Moralising Space. London: Routledge.
- Wilson, Matthew. 2019. "Dwelling in Possibility?  A Case Study of Deep Heritage Conservation: Liverpool’s Temple of Humanity." In Routledge Companion of Global Heritage Conservation, edited by Vinayak Bharne. Routledge.
- Wilson, Matthew. 2019. "Labour, Utopia and Modern Design Theory." Intellectual History Review 29 (2):313–35.
- Wilson, Matthew. 2020. "Rendering sociology." Journal of Interdisciplinary History of Ideas 8 (16):1–42.
- Wunderlich, Roger. 1992. Low Living and High Thinking at Modern Times, New York. Syracuse: Syracuse University Press.